# خليج عدن
خليج عدن أو خليج بربرا يقع في المحيط الهندي بين الساحل الجنوبي للجزيرة العربية اليمن تحديداً والصومال في القارة الأفريقية. يتصل خليج عدن بالبحر الأحمر من جهة الشمال الغربي عن طريق مضيق باب المندب، وهو ممر مائي لناقلات النفط القادمة من الخليج العربي.
يحوي الخليج العديد من أنواع الأسماك والمرجان والعديد من الكائنات الأخرى، ويعود هذا التنوع إلى قلة تلوث مياه الخليج. أهم المدن الواقعة على الخليج مدينة عدن اليمنية، ومدينتا بربرة وبوساسو الصوماليتين.
يتأثر خليج عدن بشكل كبير بالمياه الباردة القادمة إليه خلال الرياح الموسمية الجنوبية الغربية والشمالية الشرقية، ويتسم بمناخ تسوده الطاقة بشكل كبير. وهذه الأمور تفرض قيوداً على تطور الشعاب المرجانية، وبالتالي فإن 5% فقط من ساحل اليمن على خليج عدن يحتوي على الشعاب المرجانية. ونجد أن المنحدرات الصخرية التي تتنوع بين الممتدة على رمال المنطقة الساحلية والممتدة قرب المنطقة الساحلية على طول السهول الساحلية تسيطر على الساحل. وتشكل بعض الشواطئ الرملية، مثل رأس شرمة وضبة الشهر في اليمن، مواقع تعشيش كبرى للسلاحف الخضراء في المنطقة. ولا يعرف الكثير عن الموارد الساحلية والبحرية في ساحل الصومال على خليج عدن مع أن الزيارات الأخيرة كشفت عن عودة شعاب مرجانية وأشجار استوائية كانت موجودة في السابق.

## أعلام
- ألبرت لندرس